# همزاد (فیلم ۱۹۹۳)
همزاد (انگلیسی: Doppelganger) فیلمی است که در سال ۱۹۹۳ منتشر شد.

## بازیگران
- درو بریمور
- جورج نیوبرن
- دنی ترخو
- دنیس کریستوفر
- لسلی هوپ
- پیتر دابسن
- سالی کلرمن